# Gyrinus confinis
Gyrinus confinis is een keversoort uit de familie van schrijvertjes (Gyrinidae). De wetenschappelijke naam van de soort is voor het eerst geldig gepubliceerd in 1868 door LeConte.